# Tube de Crookes

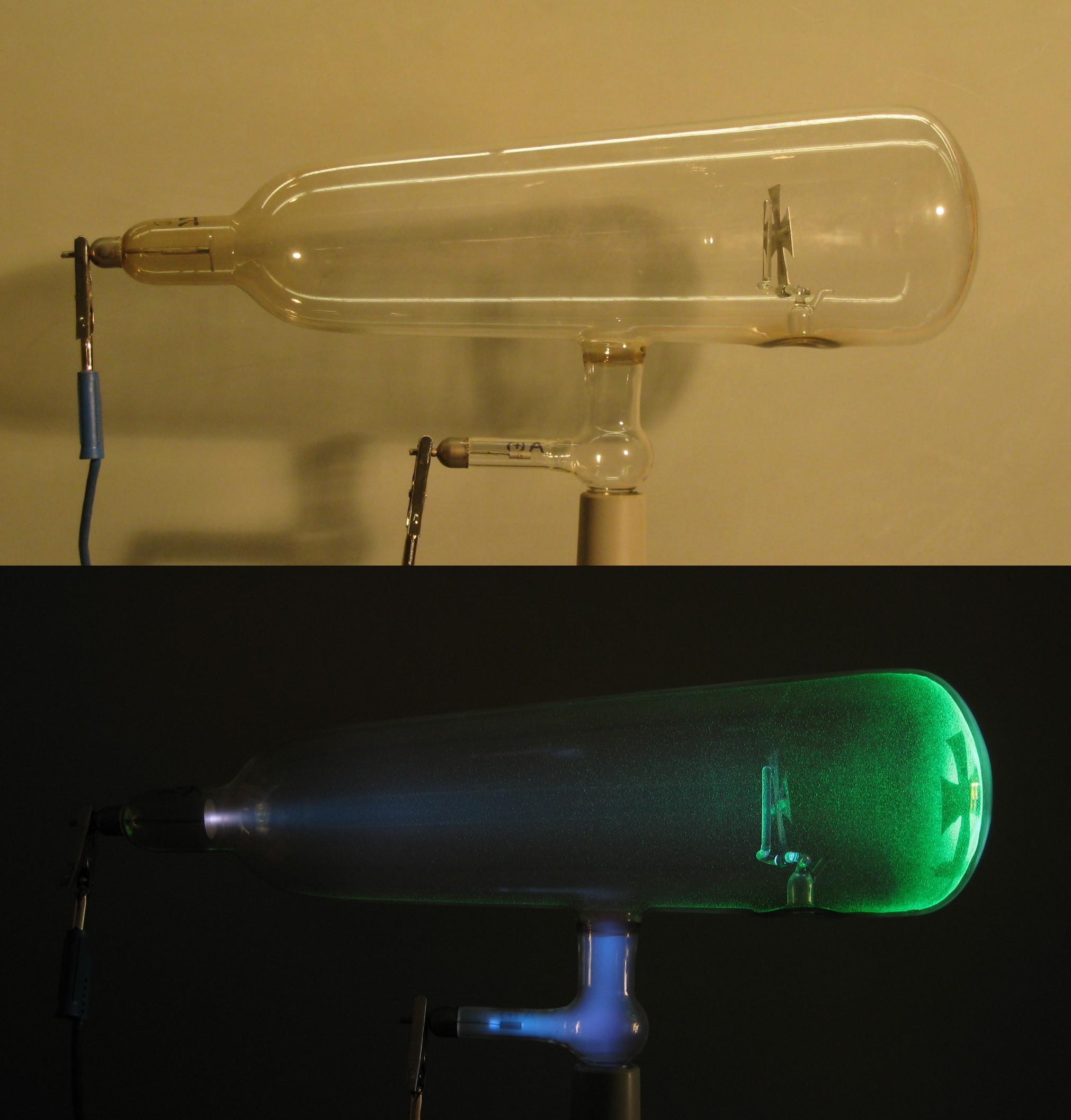
Photo d'un tube de Crookes. Les électrons circulent en ligne droite de la cathode, sur la gauche, mise en évidence par l'ombre portée de la croix sur la paroi fluorescente, à droite. L'anode est en bas.

Un tube de Crookes est un des premiers tubes à décharge électriques expérimentaux, inventé par le physicien britannique William Crookes et d'autres entre les années 1869 et 1875 durant lesquelles les rayons cathodiques — les électrons — ont été découverts.
Évolution du tube de Geissler, il consiste en un tube de verre sous vide partiel de différentes formes possibles, avec deux électrodes de métal, une à chaque extrémité. Lorsqu'une forte tension électrique est appliquée entre les électrodes, les électrons traversent le tube en ligne droite depuis la cathode vers l'anode. Il fut utilisé par William Crookes, Johann Hittorf, Juliusz Plücker, Eugen Goldstein, Heinrich Hertz, ou encore Philipp Lenard entre autres afin d'étudier les propriétés des rayons cathodiques, recherche qui culmina en 1897 lorsque Joseph John Thomson découvrit que les rayons cathodiques étaient constitués de particules chargées négativement qu'il baptisa « électrons ». Au début du XXe siècle, les tubes de Crookes sont utilisés pour montrer (indirectement) les rayons cathodiques.
Le savant Wilhelm Röntgen découvrit les rayons X grâce au tube de Crookes en 1895. L'appellation est aussi utilisée pour la première génération de tubes à rayons X à cathodes froides, qui est issue des tubes de Crookes expérimentaux et qui fut utilisée jusque dans les années 1920.

## Principe de fonctionnement

Schéma d'un tube de Crookes.

Les tubes de Crookes étaient des tubes à cathode froide, ce qui veut dire qu'ils ne comportaient pas de filament chauffant comme on en mettra plus tard dans les tubes électroniques pour générer des électrons. Dans le tube de Crookes, les électrons sont générés par l'ionisation du gaz résiduel excité par une tension continue de quelques kilovolts à 100 kV, appliquée entre les deux électrodes. Cette tension est fournie par une bobine de Ruhmkorff. Le niveau de vide du tube doit se situer entre 10−6 et 5 × 10−8 atmosphère (7 × 10−4 – 4 × 10−5 torr ou 0,1–0,005 pascal).
Lorsqu'une tension élevée est appliquée au tube, le champ électrique induit l'accélération des ions (chargés) présent dans le gaz, qui peuvent être créés par des processus naturels comme la radioactivité. Ils entrent en collision avec les autres molécules du gaz, leur arrachant des électrons et créant ainsi des cations par une réaction en chaîne. Ces cations sont attirés par la cathode, ou électrode négative. Lorsqu'ils la percutent, ils éjectent un grand nombre d'électrons de la surface métallique, qui sont par la suite attirés par l'anode (ou électrode positive). Ces électrons sont les rayons cathodiques.

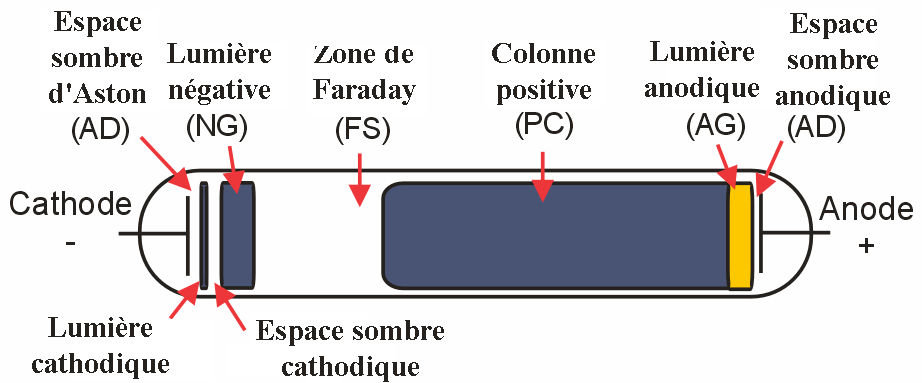
Les différentes régions possibles de luminescence dans un tube de Crookes.

Seul le déplacement des électrons est décrit ci-dessus. La description détaillée des évènements dans un tube de Crookes est compliquée car ce dernier contient un plasma d'ions positivement chargés, d'électrons et d'atomes neutres en interaction constante. À de plus hautes pressions de gaz, au-dessus de 10−6 atm (0,1 Pa), cela induit des régions de luminescence colorée dans le gaz, selon la pression interne du tube (voir schéma). Ces détails n'étaient pas pleinement compris jusqu'au développement de la physique des plasmas au début du XXe siècle.

## Historique
La technologie des tubes de Crookes a évolué depuis la technologie des tubes de Geissler, des tubes expérimentaux semblables aux enseignes au néon modernes. Les tubes de Geissler présentent un vide peu poussé, d'environ 10−3 atm (100 Pa), et les électrons ne peuvent y parcourir qu'une faible distance avant de rencontrer une molécule de gaz. Le courant des électrons relève donc d'un processus de diffusion lente, avec collision permanente avec les molécules de gaz, ne pouvant jamais être très énergétique. Ces tubes ne peuvent créer de faisceaux de rayons cathodiques, mais seulement de faibles décharges luminescentes qui se produisent dans le tube lorsque les électrons entrent en collision avec les molécules de gaz, produisant de la lumière.

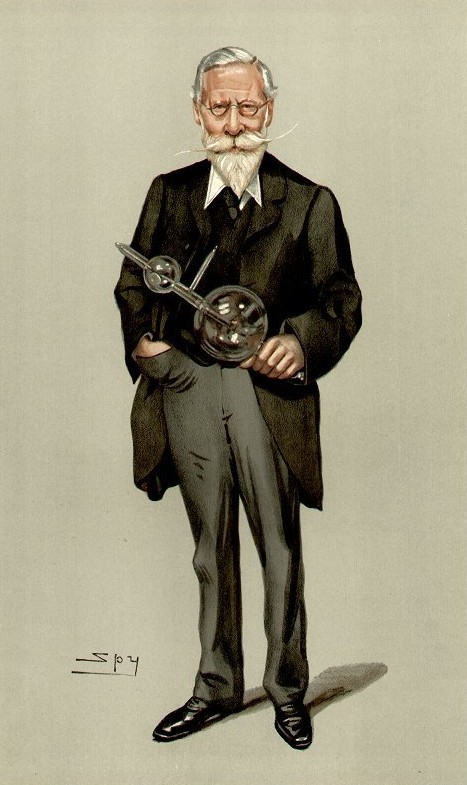
William Crookes et son tube scintillant devinrent notoires, comme l'indique cette caricature publiée en 1902 par Vanity Fair. La légende indiquait « ubi Crookes ibi lux », ce qui signifie à peu près en latin « où il y a Crookes, il y a de la lumière ».

William Crookes parvint à mettre ses tubes à une pression plus faible (10−6 à 5 × 10−8 atm) en utilisant une pompe à vide à mercure Sprengel fabriquée par son collègue Charles A. Gimingham. Il découvrit que lorsqu'il évacuait davantage d'air de ses tubes, un espace sombre se formait à proximité de la cathode dans le gaz scintillant. Lorsque la pression diminuait, l'espace sombre (appelé espace sombre de Crookes), grandissait le long du tube, jusqu'à ce que l'intérieur du tube devienne entièrement sombre. En même temps, l'enveloppe de verre du tube commençait à scintiller du côté de l'extrémité anode.
Le phénomène s'explique de la manière suivante. Lorsque le vide devient poussé dans le tube, il y a moins de molécules gazeuses empêchant le mouvement des électrons qui peuvent alors voyager sur une distance plus importante en moyenne avant d'en rencontrer une. Lorsque l'intérieur du tube devient sombre, ils sont capables de le traverser en ligne droite de la cathode vers l'anode sans collision. Ils sont accélérés jusqu'à atteindre une vitesse élevée par le champ électrique entre les électrodes, à la fois parce qu'ils ne perdent pas d'énergie dans les collisions et parce que les tubes de Crookes requièrent des différences de potentiel plus élevées. Les vitesses atteintes lors de leur trajet vers l'anode font que les électrons dépassent l'anode et percutent le verre. Les électrons eux-mêmes sont invisibles, mais lorsqu'ils percutent le verre, ils excitent les atomes de ce dernier et provoquent de la fluorescence (habituellement dans la gamme jaune-vert). Les expérimentateurs ont depuis amélioré la visibilité des faisceaux en peignant le fond des tubes de Crookes avec de la peinture fluorescente.
Cette fluorescence « accidentelle » a permis aux chercheurs de remarquer que les objets dans le tube, comme l'anode, projettent une ombre nette sur les parois du tube. Johann Hittorf fut le premier à comprendre en 1869 que quelque chose devait se propager en ligne droite depuis la cathode pour provoquer ce phénomène. En 1876, Eugen Goldstein prouva que ce quelque chose provenait de la cathode, et l'appela rayon cathodique (Kathodenstrahlen).
À cette époque, les atomes étaient les plus petites particules connues (l'électron était inconnu), et ce qui portait le courant électrique restait un mystère. De nombreux et ingénieux types de tubes de Crookes furent construits pour déterminer les propriétés des rayons cathodiques (voir ci-après). Les faisceaux électroniques de haute énergie permettaient de mieux comprendre ces propriétés que lorsque les électrons se déplaçaient dans des fils. Les tubes scintillants colorés étaient aussi populaires dans le cadre des conférences publiques visant à montrer les mystères de la nouvelle science de l'électricité. Des tubes décoratifs furent fabriqués avec des minéraux fluorescents ou des dessins de papillons peints avec de la peinture fluorescente à l'intérieur. Lorsque la tension était appliquée, les matériaux fluorescents brillaient avec des couleurs scintillantes.
Cependant, les tubes de Crookes sont peu fiables et capricieux. L'énergie et la quantité des électrons produits dépendent de la pression du gaz résiduel dans le tube. Les parois du tube absorbent ce gaz au fur et à mesure du vieillissement, réduisant la pression interne. Cela induit une réduction de la quantité de rayons cathodiques produits et induit une hausse de la différence de potentiel dans le tube, rendant les rayons cathodiques plus « durs » (plus énergétiques). En fin de compte, la pression interne devient si basse que le tube ne fonctionne plus[réf. nécessaire].
Les tubes à vide électroniques inventés vers 1906 supplantèrent les tubes de Crookes. Ils fonctionnent à une pression encore inférieure, autour de 10−9 atm (10−4 Pa), à laquelle il y a si peu de molécules gazeuses qu'elles ne peuvent conduire par ionisation. Ils utilisent au lieu de ça une source d'électrons plus fiable et contrôlable, un filament chauffé ou cathode chaude qui produit des électrons par émission thermoïonique. La méthode de création des rayons cathodiques par ionisation dans les tubes de Crookes n'est plus utilisée aujourd'hui que dans quelques tubes à gaz spécialisés comme les krytrons.
La technologie de manipulation de faisceaux d'électrons initiée par les tubes de Crookes fut appliquée de manière pratique pour la mise en forme des tubes à vide, et particulièrement pour l'invention du tube cathodique par Ferdinand Braun en 1897.

## Découverte des rayons X

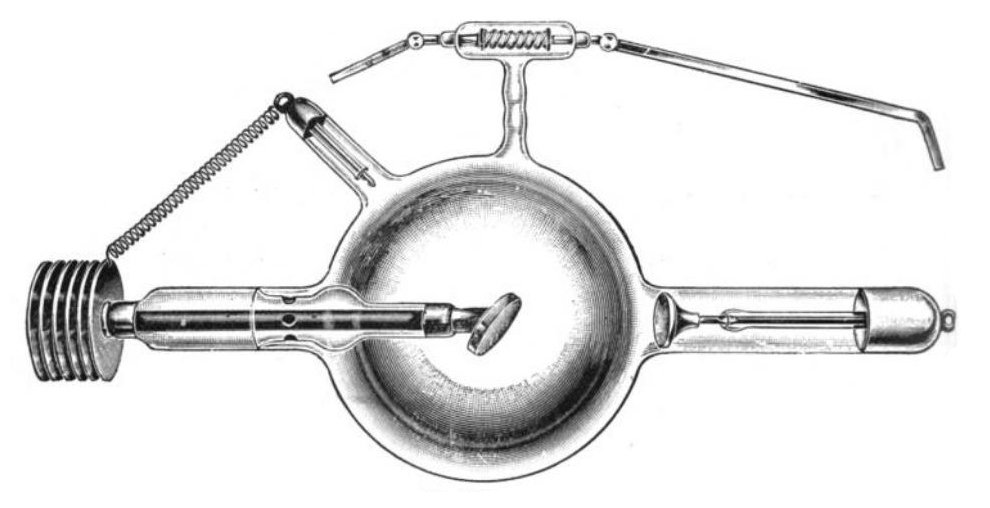
Tube de Crookes à rayons X datant de 1910 environ.

Lorsque la différence de potentiel appliquée à un tube de Crookes est assez élevée (environ 5 000 volts ou plus), elle peut accélérer les électrons à une vitesse assez élevée pour créer des rayons X lorsqu'ils percutent l'anode ou la paroi de verre du tube. Les électrons rapides émettent des rayons X lorsque leur trajectoire est brutalement infléchie lorsqu'ils passent à proximité de la charge électrique portée par un noyau atomique, un phénomène appelé rayonnement continu de freinage, ou alors, lorsqu'ils rencontrent les électrons « profonds » d'un atome et qu'ils les placent dans des niveaux d'énergie plus élevés, ces derniers émettent des rayons X à leur retour à leur niveau d'origine, phénomène appelé fluorescence X. De nombreux tubes de Crookes des débuts ont généré sans doute possible des rayons X, car les premiers chercheurs s'étant intéressés aux tubes de Crookes, comme Ivan Pulyui, avaient noté qu'ils pouvaient créer des traces nébuleuses sur des plaques photographiques placées à proximité. Le 8 novembre 1895, Wilhelm Röntgen manipulait un tube de Crookes recouvert par un carton noir lorsqu'il remarqua qu'un écran fluorescent situé à proximité scintillait faiblement. Il comprit que des rayons invisibles issus du tube étaient capables de traverser le carton et de faire fluorescer l'écran. Il découvrit qu'ils pouvaient également traverser livres et papiers sur son bureau. Wilhelm Röntgen commença à étudier ces rayons à plein temps, et le 28 décembre 1895, publia son premier article sur les rayons X. Il reçut le premier prix Nobel de physique pour sa découverte.

## Expériences avec les tubes de Crookes
Les tubes de Crookes furent utilisés dans de très nombreuses expériences afin de déterminer la nature des rayons cathodiques. Deux théories coexistaient : William Crookes et Cromwell Varley croyaient qu'il s'agissait de « corpuscules » ou « matière radiante » c'est-à-dire d'atomes chargés électriquement. Les chercheurs allemands Eilhard Wiedemann, Heinrich Hertz et Eugen Goldstein pensaient qu'ils s'agissait de vibrations de l'éther, une nouvelle forme de rayonnement électromagnétique, et qu'elles étaient distinctes des porteurs de courant dans le tube,. Le débat continua jusqu'à ce que J. J. Thomson mesure leur masse, prouvant qu'ils avaient affaire à des particules chargées négativement inconnues auparavant, qu'il appela « corpuscules », mais qui furent plus tard appelées électrons.

### Expérience de la croix de Malte
En 1869, Julius Plücker construisit une anode avec une forme de croix de Malte dans le tube. Cette dernière était montée sur pivot, et pouvait donc s'incliner jusqu'au plancher du tube. Lorsque le tube était allumé, il projetait une ombre en forme de croix sur la matière fluorescente dans la partie arrière du tube, montrant que les rayons se déplaçaient en ligne droite. Après un temps, la fluorescence diminuait. Si la croix était rabattue en dehors du trajet des rayons, il n'y avait plus d'ombre, et la surface précédemment fluorescente émettait plus fort que la surface autour.

### Émission perpendiculaire
En 1876, Eugen Goldstein découvrit que les rayons cathodiques étaient toujours émis perpendiculairement à la surface de la cathode,. Si la cathode était plate, les rayons étaient émis en lignes droites perpendiculairement au plan de la cathode. Cela constituait une preuve qu'il y avait des particules, car un objet lumineux, comme un morceau de métal chauffé au rouge, émet de la lumière dans toutes les directions, alors qu'une particule chargée sera repoussée par la cathode dans une direction perpendiculaire. Si l'électrode était faite dans une forme de plateau sphérique concave, les rayons cathodiques auraient été focalisés en un point en face de la cathode. Cette géométrie pourrait être utilisée pour chauffer des échantillons à haute température.

### Déflexion par des champs électriques
Heinrich Hertz construisit un tube avec une seconde paire d'électrodes métalliques de chaque côté du faisceau cathodique, un simple tube cathodique. Si les rayons cathodiques étaient des particules chargées, leurs trajectoires devraient être déviées par le champ électrique créé lorsqu'une différence de potentiel est appliquée aux électrodes, faisant que le point lumineux indiquant l'impact des rayons bouge vers les côtés. Il ne trouva aucune inflexion, mais il fut plus tard compris que le tube n'était pas sous un vide suffisant, provoquant l'accumulation d'une charge de surface masquant le champ électrique. Artur Shuster refit plus tard l'expérience avec un vide plus poussé. Il découvrit que les rayons étaient attirés par une électrode à charge positive et repoussé par la négative, déviant le faisceau. Cela constituait une preuve de leur charge, et qu'il ne s'agissait pas d'ondes électromagnétiques.

### Déflexion par des champs magnétiques

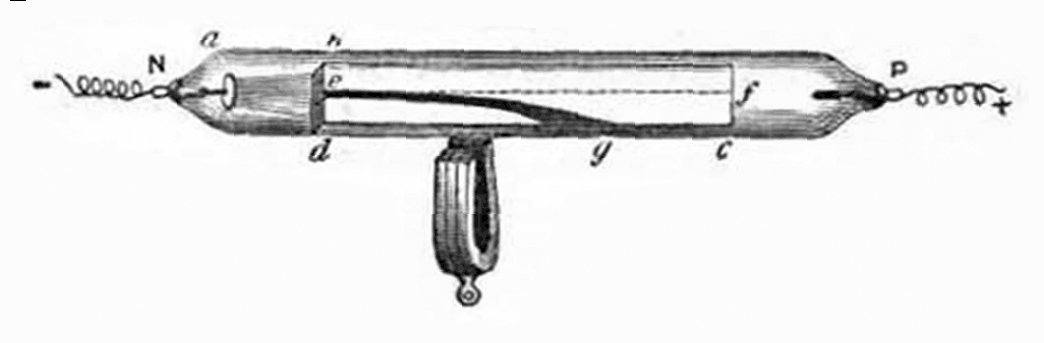
Tube de Crookes avec déviation magnétique.

W. Crookes introduisit un aimant dans le goulot du tube, de telle manière que le pôle nord soit d'un côté du faisceau et le pôle sud de l'autre, et le faisceau traverse le champ magnétique entre eux. Le faisceau était dévié vers le bas, perpendiculairement au champ magnétique. Ce comportement est comparable à celui des courants électriques dans un générateur électrique et indiquent que les rayons cathodiques obéissent à la loi de Faraday comme le courant dans les fils.

### Expérience de la roue à aubes

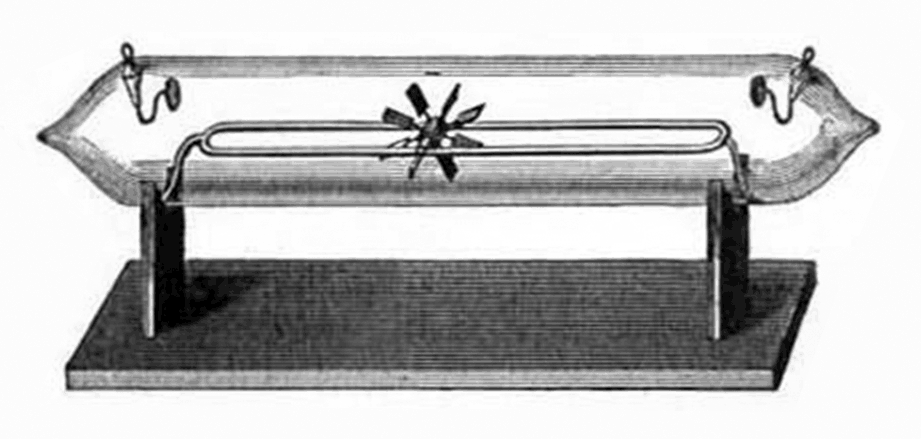
tube à roue à aubes de Crookes, schéma de son article de 1879 On radiant matter.

William Crookes introduit une petite turbine empennée ou roue à aubes sur la trajectoire des rayons cathodiques, et observa que cette roue tournait quand les rayons la frappaient. La direction de rotation était vers l'opposé de la cathode, suggérant que les rayons en étaient originaires. W. Crookes en déduisit à l'époque que les rayons avait une quantité de mouvement non nulle, c'est-à-dire que les rayons se comportent comme des particules de matière. Il fut cependant proposé que la roue ne tournait pas en raison d'une quantité de mouvement des particules (électrons) la heurtant mais en raison de l'effet radiométrique. Cette hypothèse fut réfutée en 1903 par J.J. Thomson qui indiqua que bien qu'il y ait chauffage de la roue, cette dernière tournait toujours bien après que chaque pale de la roue soit thermalisée à l'identique, ce qui prouvait que l'effet radiométrique ne pouvait être cause de cette rotation[réf. nécessaire].

### Détermination de la charge
Jean-Baptiste Perrin voulut déterminer si les rayons cathodiques portaient réellement la charge, ou s'ils accompagnaient les porteurs de charge, comme le pensaient les Allemands. En 1895, il construisit un tube avec un « collecteur », un cylindre d'aluminium clos avec un petit trou dans l'extrémité faisant face à la cathode, afin de capturer les rayons cathodiques. Le collecteur était attaché à un électroscope afin de mesurer sa charge. L'électroscope indiqua une charge négative, indiquant que les rayons cathodiques étaient les porteurs de la charge négative.

### Rayons canaux
E. Goldstein découvrit en 1886 que si la cathode était faite avec de petits trous, des flots de faibles lueurs lumineuses pouvaient être observés sortant des trous sur l'arrière de la cathode, face la plus éloignée de l'anode,. Ils étaient déviés dans la direction opposée aux rayons cathodiques, vers l'électrode chargée négativement. Il s'agissait des ions positifs attirés par la cathode, et créés par les rayons cathodiques. Ils furent appelés rayons canaux (Kanalstrahlen) par E. Goldstein.

### Effet Doppler
Eugen Goldstein pensait avoir trouvé une méthode pour mesurer la vitesse des rayons cathodiques. Si la décharge luminescente vue dans le gaz des tubes de Crookes était produite par le mouvement des rayons cathodiques, la lumière émise dans la direction dans laquelle ils se déplacent dans le tube, serait décalée en fréquence en raison de l'effet Doppler. Cela pourrait être détecté par un spectroscope car le spectre d'émission serait décalé. E. Goldstein construisit à cet effet un tube en L, avec un spectroscope derrière la paroi du coude sur un des bras. Il mesura le spectre du scintillement lorsque le spectroscope visait l'extrémité cathodique, puis inversa l'alimentation, l'anode devenant la cathode et inversement. Les électrons se déplaçant dans l'autre direction, il observa à nouveau le spectre à la recherche d'un déplacement. Il n'en trouva pas, ce qu'il interpréta après calcul comme le fait que les rayons se déplacent très lentement. Il est maintenant connu que le scintillement des tubes de Crookes est émis à partir des atomes du gaz frappé par les électrons, et non par les électrons eux-mêmes. Les atomes étant des milliers de fois plus massifs que les électrons, ils se déplacent plus lentement, ce qui explique l'absence d'effet Doppler.

### Fenêtre de Lenard
Philipp Lenard voulait vérifier si les rayons cathodiques pouvaient se propager du tube de Crookes dans l'air. Il construisit à cet effet un tube avec une « fenêtre » dans l'enveloppe de verre faite d'une feuille d'aluminium assez mince pour maintenir la pression interne (et qui fut appelée plus tard fenêtre de Lenard), en face de la cathode de façon que les rayons puissent la frapper. Il découvrit que quelque chose traversait en effet cette fenêtre. Un écran fluorescent placé en face de cette fenêtre réagit, même si aucune lumière ne l'atteignait. Une plaque photographique placée devant devenait noircie, même si elle n'était pas exposée. L'effet est de très courte portée (environ 5 cm). Il mesura la capacité des rayons cathodiques à pénétrer des feuilles de matériaux, et découvrit qu'ils pouvaient aller plus loin que des atomes mobiles. Les atomes étant les plus petites particules connues à l'époque, cela fut considéré comme une preuve que les rayons cathodiques étaient des ondes. Il fut réalisé ultérieurement que les électrons étaient plus petits que les atomes, en raison de leur plus grand pouvoir de pénétration. Philip Lenard reçut le prix Nobel de physique en 1905 pour ce travail.

### Le pavillon des cancéreux
Alexandre Soljenitsyne, dans son livre « Le pavillon des cancéreux » cite, au premier paragraphe du chapitre 6, le tube de Crookes utilisé en radiothérapie :
« Avant toute chose, Lioudmila Afanassievna conduisit Kostoglotof dans la salle des appareils, d'où venait juste de sortir une malade après sa séance de rayons. À partir de huit heures du matin, sans interruption, fonctionnait dans cette salle un tube de Crookes à cent quatre-vingt mille volts qui pendait du plafond, accroché par des supports métalliques... »